# Montanha Pope
A Montanha Pope (69° 44' S 158° 50' E) é uma montanha amplamente livre de gelo (1.345 m) se erguendo diretamente no cabo da Geleira Tomilin, 3 milhas náuticas (6 km) a sudeste da Montanha do Governador, nas Colinas Wilson. Foi mapeada pelo Serviço Geológico dos Estados Unidos (USGS) a partir de levantamentos e fotos aéreas da Marinha dos Estados Unidos, 1960-63. Foi nomeada pelo Advisory Committee on Antarctic Names (Comitê Consultivo para Nomes Antárticos, US-ACAN) em homenagem ao tenente Thomas J. Pope, Reservista da Marinha dos Estados Unidos, navegador na aeronave Hércules LC-130F durante a Operação Deep Freeze, em 1968.
 Este artigo incorpora material em domínio público  de United States Geological Survey  , documento "Montanha Pope" (conteúdo do Geographic Names Information System).